# 103년

## 연호
- 후한(後漢) 영원(永元) 15년

## 기년
- 후한(後漢) 화제(和帝) 15년
- 신라(新羅) 파사 이사금(婆娑泥師今) 24년
- 고구려(高句麗) 태조대왕(太祖大王) 51년
- 백제(百濟) 기루왕(己婁王) 27년